# مسابقات جهانی ژیمناستیک ریتمیک ۲۰۱۰
مسابقات جهانی ژیمناستیک ریتمیک ۲۰۱۰ سی‌امین دوره مسابقات جهانی ژیمناستیک ریتمیک است که در مسکو، روسیه از ۲۰ تا ۲۶ سپتامبر ۲۰۱۰ میلادی برگزار شده است.

## جدول مدال‌ها
| رتبه  | کشور      | طلا | نقره | برنز | مجموع |
| 1     | روسیه     | ۸   | ۵    | ۱    | ۱۴    |
| 2     | ایتالیا   | ۱   | ۲    | ۰    | ۳     |
| 3     | بلاروس    | ۰   | ۲    | ۳    | ۵     |
| 4     | آذربایجان | ۰   | ۰    | ۴    | ۴     |
| 5     | بلغارستان | ۰   | ۰    | ۱    | ۱     |
| مجموع | مجموع     | ۹   | ۹    | ۹    | ۲۷    |